# Sd.Kfz. 234/4
Lo Sd.Kfz. 234/4 fu un'autoblindo ad otto ruote motrici, variante del più noto Sd.Kfz. 234/2 "Puma".

## Storia del progetto
L'esperienza derivata dall'impiego delle autoblindo 8x8 sui diversi teatri di guerra portò gli ingegneri tedeschi, nel corso del 1943, ad applicare talune migliorie ai precedenti modelli 231 e 232. Esse riguardarono principalmente due aspetti: la forma e la blindatura dello scafo corazzato (portata a 30 mm) e, in secondo luogo, il motore, vero elemento di novità, in quanto la scelta di montare un diesel si discostava dai tradizionali propulsori a benzina installati sulle precedenti Sd.Kfz. 231 e Sd.Kfz. 232. Queste ed altre modifiche minori condussero alla nascita dei veicoli della famiglia 234.

## Caratteristiche tecniche
Lo Sd.Kfz. 234/4 era in tutto simile al 234/3, tranne che per il cannone: se quest'ultimo montava un 7,5 cm KwK 37 L/24, il primo, invece, era dotato di un pezzo di pari calibro calibro, ma avente un potere perforante (si guardi la tabella sottostante) decisamente maggiore: un 7,5 cm KwK 40, lo stesso impiegato sui Panzer IV dalla versione F2 in poi.
| Cannone             | Lunghezza della canna (mm) | Tipo di munizione | velocità alla volata (m/s) | Penetrazione (mm) | Penetrazione (mm) | Penetrazione (mm) | Penetrazione (mm) | Penetrazione (mm) |
| Cannone             | Lunghezza della canna (mm) | Tipo di munizione | velocità alla volata (m/s) | 100 m             | 500 m             | 1000 m            | 1500 m            | 2000 m            |
| ------------------- | -------------------------- | ----------------- | -------------------------- | ----------------- | ----------------- | ----------------- | ----------------- | ----------------- |
| 7,5 cm Kan. L/24    | 1766,5mm                   | K.Gr.Patr.rot.Pz  | 385                        | 41                | 39                | 35                | 33                | 30                |
| 7,5 cm StuK 40 L/43 | 3281mm                     | Pzgr. Patr.39     | 740                        | 99                | 91                | 82                | 72                | 63                |
| 7,5 cm StuK 40 L/48 | 3615mm                     | Pzgr. Patr.39     | 790                        | 106               | 96                | 85                | 74                | 64                |

A differenza del Panzer IV, però, il pezzo non era sistemato in una torretta girevole, bensì "su una sorta di piedistallo al centro della camera di combattimento" , che rimaneva quindi a cielo aperto. L'unica protezione per i serventi al pezzo era garantita dalla scudatura del cannone medesimo, lasciata invariata rispetto a quella in uso sui 7,5 cm PaK 40 adoperati dalla fanteria .
Per quanto riguarda il motore, il modello prescelto fu un V12 Tatra 103 alimentato a gasolio e raffreddato ad aria. Esso era in grado di erogare una potenza di 210 cv e, differenza principale rispetto alle precedenti autoblindo a benzina, di garantire un'autonomia nominale di ben 900 Km.

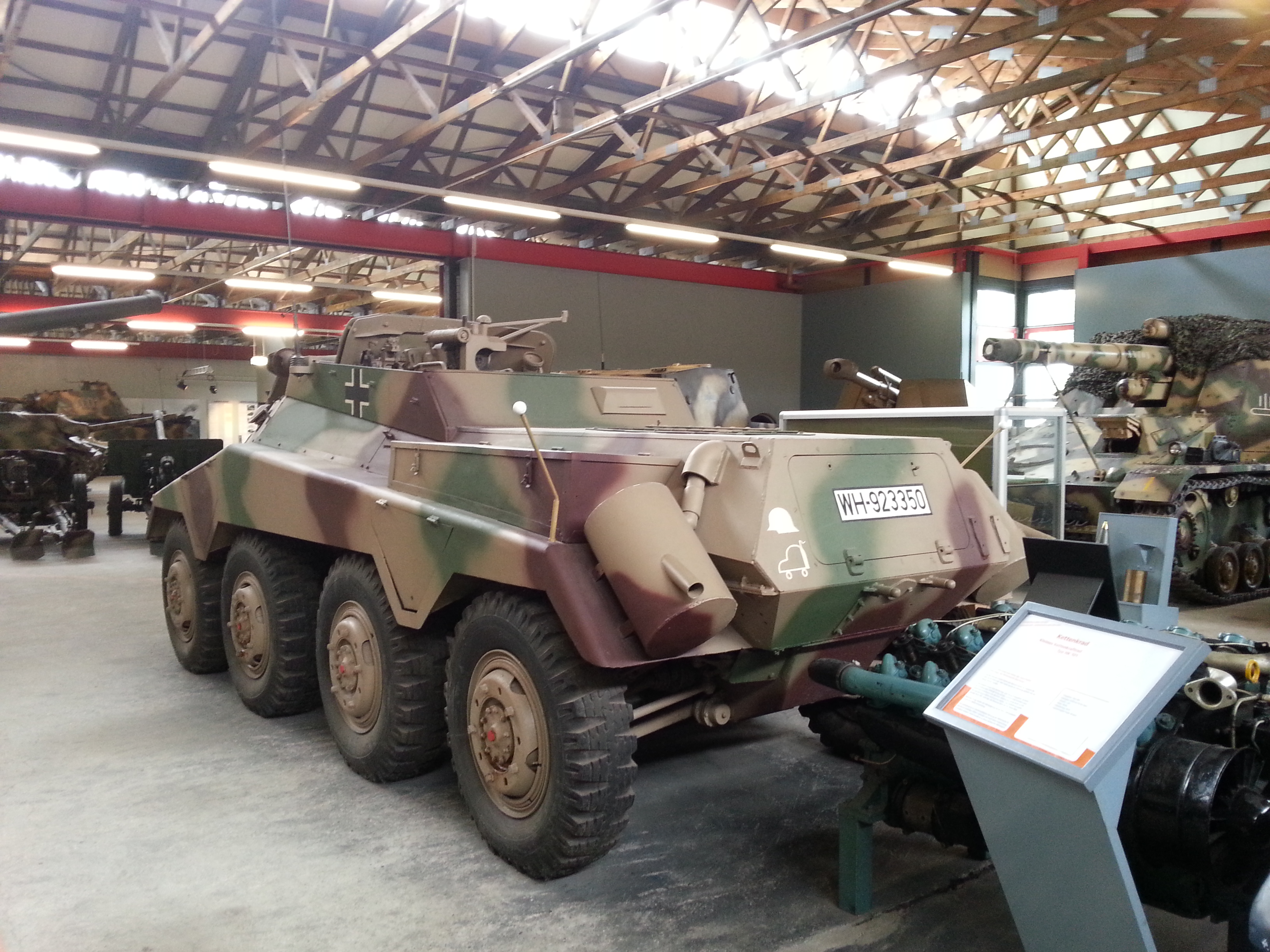
Vista posteriore del mezzo